# Tramlijn Oosterhout - Tilburg
De tramlijn Oosterhout - Tilburg was een tramlijn in Noord-Brabant. De lijn werd in twee delen geopend (1881 en 1904) en werd tot 1937 met stoomtrams geëxploiteerd door de Zuider Stoomtramweg-Maatschappij (ZSM). De lijn werd aangelegd als smalspoorlijn van 1067 mm breed.

## Traject Oosterhout - Dongen
Op 11 juni 1881 verleende de gemeente Dongen de vergunning, waarna op 21 september 1881 de tramlijn Oosterhout - Oosteind - Groenendijk ('s-Gravenmoer) - Dongen (De Hoop) in gebruik werd genomen.

## Traject Dongen - Tilburg

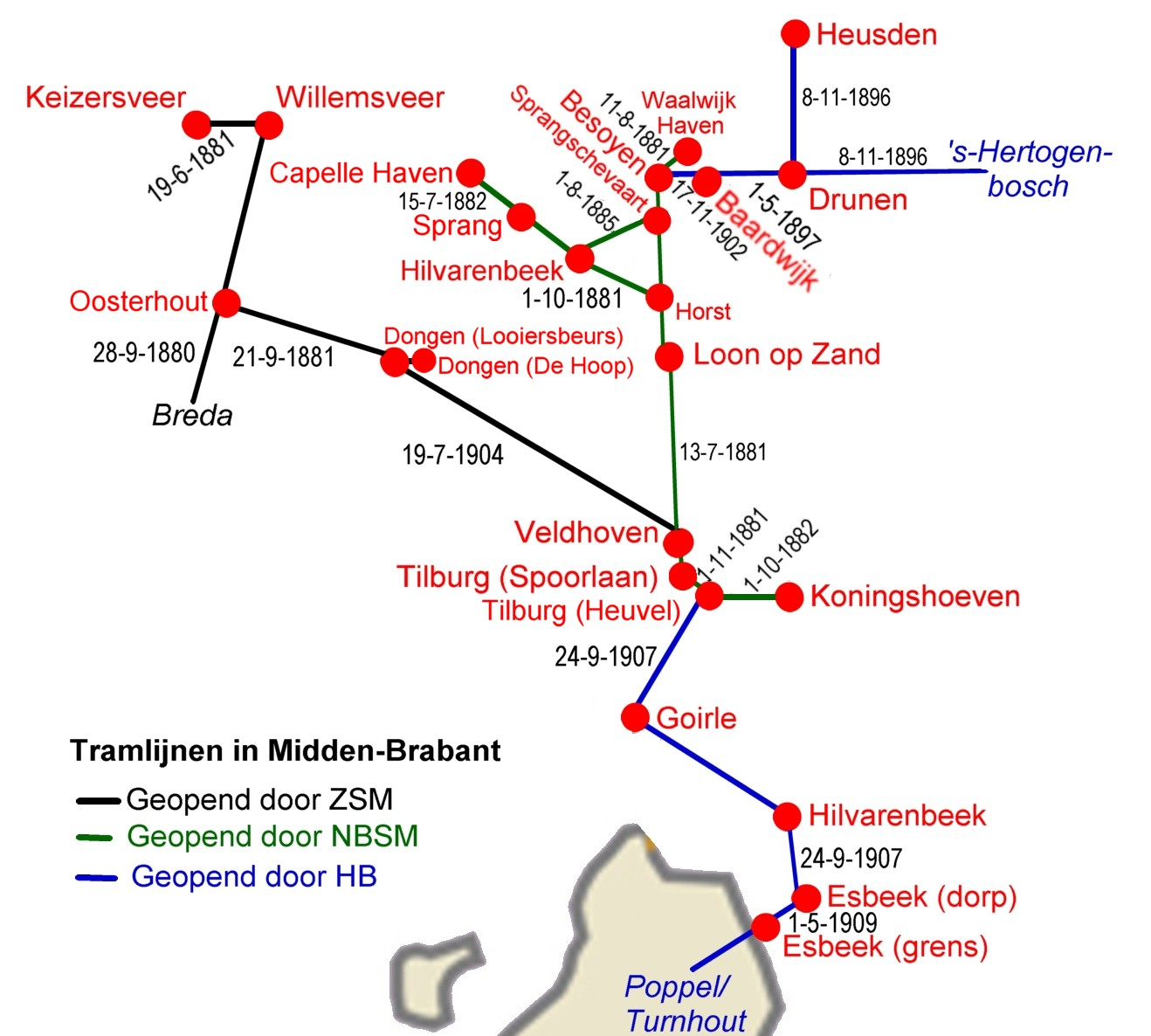

In 1896 projecteerde de Zuider Stoomtramweg-Maatschappij (ZSM) een nieuwe lijn van Kaatsheuvel via Dongen naar Tilburg. De ZSM kreeg toen begon concurrentie van de Hollandsche Buurtspoorwegen (HB) die tramlijnen wilde aanleggen van Dongen naar Waalwijk en Dongen naar Tilburg. Onderzoek raadde ZSM af om een concessie aan te vragen. Toen HB plannen maakte voor een lijn van Waalwijk via Kaatsheuvel naar Dongen besloot ZSM toch de tramlijn Tilburg - Dongen aan te leggen uit vrees voor concurrentie. Eind 1899 werden vergunningen aangevraagd en in 1902 werd de concessie afgegeven. De tramlijn werd in 1904 geopend.
Het laatste stuk in Dongen, van Looiersbeurs naar De Hoop, van de in 1881 geopende tramlijn werd hierdoor een zijlijn.
In Tilburg ondervond ZSM problemen van HB, die inmiddels de lijn Waalwijk - Tilburg exploiteerde. Deze weigerde ZSM toegang tot haar spoor te verlenen waardoor het voor ZSM niet mogelijk was om een lucratief eindpunt bij het treinstation van de Staatsspoorwegen in Tilburg te realiseren. ZSM probeerde daardoor een alternatieve route aan te leggen, maar het bestuur van de stad werkte dit tegen. In 1901 stelde HB zich dan toch bereid om haar spoor te delen met ZSM en ZSM kocht enkele panden langs het spoor om een emplacement aan te leggen.

## Einde van de lijn
Op 15 mei 1932 legde de ZSM langs al haar tramlijnen parallel lopende busdiensten in, waardoor het einde van de tram al snel in zicht zou komen. De tramlijn Tilburg - Dongen - Oosterhout werd op 7 oktober 1934 gesloten voor het personenvervoer en op 11 januari 1937 voor het goederenvervoer. De zijlijn Dongen (Looiersbeurs) - Dongen (De Hoop) werd op 31 juli 1917 gesloten voor al het verkeer.

## Remise
Door de samenwerking tussen de twee stoomtrambedrijven in Tilburg besloot de stad een stuk grond langs het spoor te kopen om een gezamenlijk emplacement voor ZSM en HB aan te leggen. Hiervoor werden twee kapitale villa's, Guillaume en Joseph genaamd, gesloopt.
De ZSM had het westelijke deel van het emplacement en bevond zich op de hoek Spoorlaan en Utrechtsestraat. Er bevond zich een locloods en een dubbele rijtuigloods. Tevens was er een kantoor en goederenloods.